# موکسوخ
موکسوخ (به لاتین: Moksokh) یک منطقهٔ مسکونی در روسیه است که در داغستان واقع شده‌است.